# 23128 Dorminy
23128 Dorminy là một tiểu hành tinh vành đai chính với chu kỳ quỹ đạo là 1265.7380462 ngày (3.47 năm).
Nó được phát hiện ngày 5 tháng 01 2000. Nó được đặt theo tên John W Dorminy. 